# Rosso Orvietano Merlot
Il Rosso Orvietano Merlot è un vino DOC la cui produzione è consentita nella provincia di Terni.

## Caratteristiche organolettiche
- colore: rosso rubino con riflessi violacei, talvolta tendenti al rosso mattone con l'invecchiamento
- odore: vinoso, gradevole
- sapore: pieno, morbido, armonico

## Produzione
Provincia, stagione, volume in ettolitri
- nessun dato disponibile